# 武汉市慈善总会
武汉市慈善总会是在中华人民共和国湖北省武汉市注册成立的一家社会团体，成立于1993年9月。

## 相关事件
2020年，因“27亿元善款上缴市财政”引发舆论争议，其后工作人员称27亿元都用于疫情，属专款专用，通过财政进行统一划拨，有利于整体调配；而且根据武汉市新冠肺炎防控指挥部通告的要求，“捐赠款物原则上由武汉市新冠肺炎防控指挥部统一调配”。